# Boccia
Ne doit pas être confondu avec Bocce.
La boccia est un sport de boules apparenté à la pétanque, d'origine gréco-romaine. Elle est pratiquée par les personnes en situation de handicap en catégorie handisport.
La Fédération française handisport a reçu délégation le 31 décembre 2016 du ministère des Sports pour gérer la boccia.
Boccia signifie « boule » en italien. Ce sport a été inventé pour les personnes ayant une infirmité motrice cérébrale. Sa pratique s’est aujourd'hui élargie à bien d’autres types de handicaps moteurs. En 2024, soixante-quinze pays pratiquent la boccia dans le monde.

## Règles
Au début du match, un tirage au sort désigne l'équipe qui aura les boules rouges et celle qui aura les boules bleues. L’équipe rouge commence la partie en lançant une boule blanche appelée « jack » (équivalent du cochonnet de la pétanque). L'objectif de chaque équipe est d'envoyer ses boules le plus près possible de la boule blanche. Le sportif en fauteuil roulant peut lancer ses six boules avec la main, le pied ou à l'aide d'une rampe. Certains ont besoin d'un assistant qui  positionne les boules mais qui reste toujours dos au jeu et muet pour éviter la triche. Les parties sont mixtes et peuvent se dérouler individuellement, en paires ou en équipes de trois joueurs. Les matchs en individuel et double se disputent en quatre manches, les matchs par équipe de trois se disputent en six manches. Une partie peut durer de 30 à 120 minutes selon les catégories des joueurs et le déroulement du jeu.

## Équipement et terrain
La boccia se joue avec des boules de cuir. Les matchs se déroulent sur un terrain couvert lisse et rectangulaire de 12,5 × 6 m. Certains joueurs utilisent une rampe pour déclencher leur tir ainsi qu'une baguette fixée sur la tête ou à la bouche pour pousser les boules.

## Classification des handicaps
Les athlètes, atteints de handicaps moteur sérieux, sont en fauteuil roulant. Il y a quatre catégories, :
| Catégorie | Observations |
| --------- | --- |
| BC1       | Joueur atteint de paralysie cérébrale (CP) et assimilée : handicap « sévère » au niveau des quatre membres. Se pratique uniquement en fauteuil roulant et ne concerne que les handicaps moteur. Le joueur est capable de lancer la balle et dispose d’un assistant sportif qui ajuste le fauteuil roulant ou fait passer une boule au joueur. |
| BC2       | Infirmité motrice cérébrale, de niveau moindre. Pas d'assistant sportif. |
| BC3       | Joueur atteint de tout type de pathologie : handicap plus « sévère » au niveau des quatre membres. Le joueur n'a pas la capacité motrice de lancer la balle, et peut la placer sur une rampe. Il peut être aidé physiquement par une personne qui a le dos tourné au jeu et qui ne peut pas parler.                                           |
| BC4       | Joueur atteint de tout type de pathologie, hors CP et assimilés CP (par exemple, dystrophie musculaire) : handicap « sévère » au niveau des quatre membres. Pas d’assistant sportif, sauf pour les pratiquants jouant au pied. |

En France existent des classes « National Éligible » (NE) qui regroupent tous les joueurs hors catégories BC présentant un handicap physique. Pour participer aux championnats, ces joueurs, ne disposant pas d’assistant sportif, sont classés dans l’une des quatre classes NE1, NE2, NE3 et NE4.

## Compétitions
La boccia est devenue un sport officiel des Jeux paralympiques lors des Jeux paralympiques de New York en 1984. Le premier Championnat du monde est organisé en 1986, à Gits en Belgique, à l'occasion des sixièmes jeux internationaux pour paralytiques cérébraux.